# 札幌市厚別区体育館
厚別区体育館（あつべつくたいいくかん）は、北海道札幌市厚別区厚別中央にある札幌市の地区体育館。

## 概要
1980年に白石区体育館としてオープン、1989年の厚別区新設に伴い札幌市厚別区体育館に改称された。

## 設備
- 競技室 - バドミントン8面・卓球24台・バスケットボール2面・テニス2面・バレーボール2面
- 体育室 - バドミントン3面・卓球8台・バレーボール1面
- その他 - 格技室、トレーニング室、トレーニングデッキ、会議室

## 交通機関
- ST（札幌市交通局）東西線新さっぽろ駅から徒歩5分。
- JR北海道 千歳線 新札幌駅から徒歩5分。